# فرانسرجیو
فرانسرجیو (انگلیسی: Fransérgio؛ زادهٔ ۱۸ اکتبر ۱۹۹۰) بازیکن فوتبال اهل برزیل است.
از باشگاه‌هایی که در آن بازی کرده‌است می‌توان به باشگاه ورزشی ماریتیمو، باشگاه پارانا، باشگاه فوتبال کریسیوما، باشگاه فوتبال اتلتیکو پارانائنزه، باشگاه ورزشی سئارا، و باشگاه ورزشی اینترناسیونال اشاره کرد.